# Lp-Kohomologie
In der Mathematik ist {\displaystyle L^{p}}-Kohomologie eine Kohomologietheorie für Simplizialkomplexe oder glatte Mannigfaltigkeiten. Sie wird vor allem verwendet, um die "Geometrie im Unendlichen" zu untersuchen.

## Simpliziale Lp-Kohomologie
Sei {\displaystyle X} ein endlichdimensionaler Simplizialkomplex beschränkter Geometrie (d. h. es gibt ein {\displaystyle K>0}, so dass jeder Simplex höchstens {\displaystyle K} Nachbarn hat). Wir statten {\displaystyle X} mit der Längenmetrik aus, in der jeder Simplex isometrisch zum Standardsimplex ist.
Für {\displaystyle k\in \mathbb {N} } sei {\displaystyle X_{k}} die Menge der {\displaystyle k}-Simplizes von {\displaystyle X}. Definiere die {\displaystyle l_{p}}-Koketten von {\displaystyle X} durch
{\displaystyle C_{p}^{k}(X):={\Bigl \{}f\colon X_{k}\to \mathbb {R} \;{\Big |}\;\sum _{\sigma \in X_{k}}|f(\sigma )|^{p}<\infty {\Bigr \}}}.
Sie bilden mit der {\displaystyle L^{p}}-Norm einen topologischen Vektorraum.
Der Korand-Operator {\displaystyle \delta _{k}\colon C_{p}^{k}(X)\to C_{p}^{k+1}(X)} wird definiert durch {\displaystyle \delta f(\sigma ):=f(\partial \sigma )} für alle {\displaystyle \sigma \in X_{k+1}}. Dann definiert man die {\displaystyle L^{p}}-Kohomologie von {\displaystyle X} durch
{\displaystyle l_{p}H^{k}(X):=\ker(\delta _{k})/\operatorname {im} (\delta _{k-1})}
und die reduzierte {\displaystyle L^{p}}-Kohomologie durch
{\displaystyle l_{p}{\overline {H}}^{k}(X):=\ker(\delta _{k})/{\overline {\operatorname {im} (\delta _{k-1})}}}.
Beide sind topologische Vektorräume mit der von der {\displaystyle L^{p}}-Norm induzierten Topologie.

## Eigenschaften

### Invarianz unter Quasi-Isometrien
Sei {\displaystyle F\colon X\to Y} eine Quasi-Isometrie zwischen gleichmäßig kontrahierbaren Simplizialkomplexen, dann sind {\displaystyle F^{*}\colon l_{p}H^{k}(Y)\to l_{p}H^{k}(X)} und {\displaystyle {\overline {F}}^{*}\colon l_{p}{\overline {H}}^{k}(Y)\to l_{p}{\overline {H}}^{k}(X)} Isomorphismen topologischer Vektorräume. (Ein metrischer Raum heißt gleichmäßig kontrahierbar, wenn es zu jedem {\displaystyle r>0} ein {\displaystyle R>r} gibt, so dass jeder {\displaystyle r}-Ball in einem {\displaystyle R}-Ball kontrahierbar ist.)

### Geometrische Gruppenwirkungen
Wenn eine Gruppe {\displaystyle \Gamma } geometrisch auf einem gleichmäßig kontrahierbaren Simplizialkomplex {\displaystyle X} wirkt, dann ist
{\displaystyle l_{p}H^{*}(X)=H^{*}(\Gamma ,l^{p}\Gamma )}.
Falls zusätzlich das Zentrum von {\displaystyle \Gamma } unendlich ist, gilt {\displaystyle l_{p}H^{k}(X)=0} für alle {\displaystyle p} und {\displaystyle k}. Dies ist insbesondere der Fall für unendliche nilpotente Gruppen.

### Dualitäten
Für {\displaystyle {\tfrac {1}{p}}+{\tfrac {1}{q}}=1} ist die {\displaystyle l_{p}}-Kohomologie {\displaystyle l_{p}H^{*}(X)} dual zur {\displaystyle l_{q}}-Homologie {\displaystyle l_{q}H_{*}(X)}.
Für Riemannsche Mannigfaltigkeiten der Dimension {\displaystyle n} quasi-isometrisch zu einem Simplizialkomplex beschränkter Geometrie hat man zusätzlich die Poincaré-Dualität {\displaystyle l_{p}H^{k}(X)=l_{p}H_{n-k}(X)}.

### Definition mittels Differentialformen
Für differenzierbare Mannigfaltigkeiten {\displaystyle M} kann {\displaystyle l_{p}H^{k}(M)} äquivalent definiert werden als Quotientenraum der geschlossenen {\displaystyle k}-Formen {\displaystyle \alpha \in L^{p}} modulo der Differentiale von {\displaystyle (k-1)}-Formen {\displaystyle \beta \in L^{p}} mit {\displaystyle d\beta \in L^{p}}.

## Beispiele

### Hyperbolischer Raum
Sei {\displaystyle X} der {\displaystyle n}-dimensionale hyperbolische Raum. Dann gilt für {\displaystyle p<{\tfrac {n-1}{k}}} oder {\displaystyle p>{\tfrac {n-1}{k-1}}} jeweils {\displaystyle l_{p}H^{k}(X)=l_{p}{\overline {H}}^{k}(X)=0} und für {\displaystyle {\tfrac {n-1}{k}}<p<{\tfrac {n-1}{k-1}}} jeweils {\displaystyle l_{p}H^{k}(X)=l_{p}{\overline {H}}^{k}(X)\not =0}.

### Heintze-Gruppen
Für Heintze-Gruppen {\displaystyle X=\mathbb {R} ^{n}\rtimes _{\alpha }\mathbb {R} } mit {\displaystyle \alpha (t)=diag(e^{\lambda _{1}t},\ldots ,e^{\lambda _{n}t})} und {\displaystyle 0<\lambda _{1}\leq \ldots \leq \lambda _{n}} gilt {\displaystyle l_{p}H^{k}(X)=0} genau dann, wenn {\displaystyle p>{\tfrac {\lambda _{1}+\ldots +\lambda _{n}}{\lambda _{n-k}+\ldots +\lambda _{n}}}}.

### Mannigfaltigkeiten negativer Krümmung
Für eine einfach zusammenhängende vollständige Riemannsche Mannigfaltigkeit der Schnittkrümmung {\displaystyle -1\leq K\leq -\delta <0} ist {\displaystyle l_{p}H^{k}(X)=0} für alle {\displaystyle 1<p\leq 1+{\tfrac {n-k-1}{k}}{\sqrt {\delta }}}.

## Lp-Kohomologie von Gruppen
Die Lp-Kohomologie einer topologischen Gruppe {\displaystyle G} ist definiert als stetige Gruppenkohomologie mit Koeffizienten {\displaystyle l^{p}G}.
Wenn {\displaystyle G} eigentlich diskontinuierlich auf einem gleichmäßig kontrahierbaren Simplizialkomplex {\displaystyle X} wirkt, ist {\displaystyle l_{p}H^{*}(G)=l_{p}H^{*}(X)}.
Für Gruppen, die lokal kompakt sind, das zweite Abzählbarkeitsaxiom erfüllen und eine eigentliche links-invariante Metrik tragen, ist die Lp-Kohomologie invariant unter Quasi-Isometrien. Insbesondere lässt sich die Berechnung der Lp-Kohomologie einfacher Lie-Gruppen auf die Berechnung der Lp-Kohomologie einer parabolischer Untergruppe zurückführen.